# Chef per un giorno
Chef per un giorno è un programma televisivo italiano di genere talent show culinario, prodotto da Magnolia e trasmesso per cinque stagioni, dal 2006 al 2010. Lo show è andato in onda in chiaro su LA7, e sul digitale terrestre su LA7d, mentre sul satellite è stato trasmesso da Discovery Real Time.

## Programma
In ogni puntata del programma, un personaggio del mondo dello spettacolo deve dimostrare la sua abilità ai fornelli, vestendo per una sera i panni dello chef di un ristorante. Questi deve proporre a sua scelta due diversi menù, ciascuno composto da un antipasto, un primo piatto, un secondo e un dessert, aiutato nella preparazione da uno staff di sous-chef professionisti, ognuno specializzato in una portata: Sergio Maria Teutonico, Maurizio Di Mario, Laura Di Rienzo, cui subentra in seguito Velia De Angelis, e Alessio Pizzi, sostituito nella quinta e ultima stagione da Alessandro Salamone.
Una volta impiattate le pietanze, lo "chef per un giorno" e gli altri cuochi assistono e commentano dalla cucina, tramite degli appositi schermi, alle reazioni dei clienti – all'oscuro dell'identità del personaggio famoso – ai piatti da loro offerti.
Oltre ai clienti, particolare attenzione è riservata allo speciale "tavolo dei critici", composto da tre esperti gastronomici chiamati a giudicare i menù proposti: presenze fisse in tutte le puntate sono i critici culinari Leonardo Romanelli e Fiammetta Fadda, affiancati a turno come terzo giudice da vari chef di ristoranti italiani – tra cui, presenza ricorrente, un Alessandro Borghese ai suoi esordi televisivi. Questo tavolo, assaggiando le portate ideate dal personaggio famoso, deve anche tentare d'indovinarne l'identità. I tre critici assegnano infine un voto alla cena – variabile da 1 a 5 "cappelli" –, prima di scoprire chi sia lo "chef per un giorno".

## Produzione
Nelle prime quattro stagioni il programma è stato realizzato nel ristorante "La Durlindana" di Roma, mentre la quinta e ultima stagione ha avuto come location il ristorante "VOY" di Ponte Milvio, sempre a Roma.
La sigla dello show usata per la messa in onda in chiaro su LA7 è Glider del compositore italo-americano Bill Conti, tema originale estratto dalla colonna sonora del film Gioco a due del 1999; mentre per la trasmissione satellitare su Discovery Real Time è stato creato un motivo originale.
Voce narrante di tutte le edizioni del programma è Claudio Guerrini.